# Amblyotrypauchen arctocephalus
Genre
Espèce
Amblyotrypauchen arctocephalus est une espèce de poissons de la famille des Gobiidae (gobies), unique espèce du genre Amblyotrypauchen (monotypique).